# Wilhelm Höttl
Wilhelm Höttl (ur. 19 marca 1915, zm. 27 czerwca 1999) – oficer (SS-Sturmbannführer) służb specjalnych III Rzeszy, zastępca szefa Departamentu VI (zagranicznego) RSHA (Główny Urząd Bezpieczeństwa Rzeszy).
W czasie II wojny światowej szef kontrwywiadu niemieckiego w Budapeszcie i Wiedniu. Po wojnie pracownik wywiadu amerykańskiego, następnie dyrektor szkoły w Bad Aussee.